# Edmundo González Urrutia
Edmundo González Urrutia (* 29. srpna 1949 La Victoria, Venezuela) je venezuelský opoziční politik, diplomat a politický analytik. Působil jako venezuelský velvyslanec v Argentině a Alžírsku. Byl prezidentským kandidátem politické aliance Jednotná demokratická platforma v prezidentských volbách v roce 2024.

## Život
González se narodil v rodině učitele. Absolvoval obor Mezinárodní studia na Universidad Central de Venezuela. V roce 1981 pak ještě mezinárodní vztahy na American University.

## Diplomatická kariéra
Svou diplomatickou kariéru zahájil na ministerstvu zahraničních věcí Venezuely. Byl vyslán do Salvadoru a Belgie, v roce 1978 sloužil jako první tajemník venezuelského velvyslance ve Spojených státech.
Od roku 1991 do roku 1993 sloužil jako velvyslanec v Alžírsku. V únoru 1999 González přijel jako velvyslanec do Argentiny po boku nově inaugurovaného prezidenta Venezuely Huga Cháveze. Zatímco byl v Argentině, podporoval vstup Venezuely do sdružení Mercosur. Na pozici velvyslance v Argentině skončil v roce 2002.

## Politická kariéra
Od roku 2013 do roku 2015 byl González mezinárodním zástupcem aliance venezuelské opozice Mesa de la Unidad Democrática.

### Prezidentská kandidatura 2024
V dubnu 2024 se González stal hlavním opozičním kandidátem v prezidentských volbách v červenci 2024. Průzkumy ho favorizovaly, podle výsledků zveřejněných Nejvyšší volební radou, která je pod kontrolou prezidenta Nicoláse Madura, v nich však se ziskem 51 % hlasů zvítězil právě Maduro. González podle rady skončil na 2. místě se ziskem 44 % hlasů. Opozice výsledek voleb odmítla uznat, Gonzáleze stejně jako několik zahraničních vlád včetně Argentiny či USA považuje za legitimního vítěze prezidentských voleb.
7. září 2024 opustil zemi a odcestoval do Španělska, kde dostal politický azyl. Gonzálezův odjezd následoval po vydání zatykače venezuelským soudem za údajné uzurpování moci a další trestné činy. Několik zemí, včetně Chile a USA, obvinilo Madurovu vládu z represí, které vedly k Gonzálezovu útěku. Letadlo s Gonzálezem přistálo na základně Torrejón de Ardoz u Madridu.
Později González uvedl, že byl donucen podepsat dopis uznávající Nicoláse Madura jako vítěze sporných prezidentských voleb. Tento podpis byl podmínkou pro jeho umožnění odchodu do exilu ve Španělsku. González tvrdil, že byl vystaven nátlaku, vydírání a musel čelit důsledkům, pokud by odmítl. Dopis měl zůstat důvěrný, ale Jorge Rodríguez, předseda národního shromáždění a Madurovův hlavní vyjednavač, jej zveřejnil během televizní tiskové konference. González podpis odůvodnil snahou zůstat na svobodě a pokračovat ve své politické činnosti.
Dne 6. ledna se Gonzáles v Bílém domě sešel s americkým prezidentem Joem Bidenem, přičemž USA považují Gonzálese za vítěze prezidentských voleb. Následujícího dne byl ve Venezuele unesen Gonzálesův zeť Rafael Tudares, když vezl své děti do školy.
Gonzáles avizoval, že k 10. lednu 2025, kdy začíná nové prezidentské období, se do Venezuely vrátí, aby se ujal úřadu. Ministr vnitra Diosdado Cabello však uvedl, že pokud se Gonzáles do země vrátí, policie ho zadrží.